# 劳滕巴克采勒
劳滕巴克采勒（法語：Lautenbachzell，亦作Lautenbach-Zell，发音：[lautənbak't͡sɛl] 或 [lautənbax't͡sɛl]）是法国上莱茵省的一个市镇，属于坦恩-盖布维莱尔区（Thann-Guebwiller）盖布维莱尔县（Guebwiller）。该市镇总面积23.14平方公里，2009年时的人口为985人。

## 人口
劳滕巴克采勒人口变化图示